# Parc naturel Vânători-Neamț
Le parc naturel Vânători-Neamț (en roumain Parcul Natural Vânători-Neamț) est une aire protégée (parc naturel de la catégorie V UICN) de Roumanie située dans le județ de Neamț.

## Localisation
Le parc naturel est situé dans le nord du județ de Neamț, sur le versant est des monts Stânişoara (Carpates orientales), sur le territoire administratif des communes Agapia, Bălțătești, Brusturi, Crăcăoani, Vânători-Neamț, Pipirig et Răucești et la ville de Târgu Neamț.

## Description
Le parc naturel Vânători-Neamț, avec une superficie de 30 818 ha, a été déclaré aire protégée par la Décision du Gouvernement numéro 230 du 4 mars 2003 et représente une zone montagneuse avec une grande variété de flore et faune spécifique aux Carpates.